# Halterofília als Jocs Olímpics d'Estiu de 1920 - pes ploma
La competició del pes ploma, amb un pes dels aixecadors inferior a 60 kg, va ser una de les cinc proves d'halterofília que es disputà durant els Jocs Olímpics d'Anvers de 1920. Hi van prendre part 14 aixecadors en representació d'onze nacions.

## Medallistes
| Or                  | Plata                | Bronze             |
| Frans De Haes (BEL) | Alfred Schmidt (EST) | Eugène Ryter (SUI) |

## Resultats
| Pos. | Aixecador       | Nació          | Total | Pes alçat | Pes alçat | Pes alçat |
| Pos. | Aixecador       | Nació          | Total | Arrancada | Impuls    | Dos temps |
| ---- | --------------- | -------------- | ----- | --------- | --------- | --------- |
| 1    | Frans De Haes   | Bèlgica        | 220,0 | 60,0      | 65,0      | 95,0      |
| 2    | Alfred Schmidt  | Estònia        | 210,0 | 55,0      | 65,0      | 90,0      |
| 3    | Eugène Ryter    | Suïssa         | 210,0 | 55,0      | 65,0      | 90,0      |
| 4    | Luigi Gatti     | Itàlia         | 195,0 | 50,0      | 55,0      | 90,0      |
| 5    | Ludvík Wágner   | Txecoslovàquia | 195,0 | 50,0      | 65,0      | 80,0      |
| 6    | Gustav Eriksson | Suècia         | 192,5 | 47,5      | 65,0      | 80,0      |
| 7    | Lionel De Haes  | Bèlgica        | 190,0 | 45,0      | 60,0      | 85,0      |
| 7    | Karl Kõiv       | Estònia        | 190,0 | 45,0      | 60,0      | 85,0      |
| 8    | Kees Tijman     | Països Baixos  | 185,0 | 50,0      | 50,0      | 85,0      |
| 10   | Niels Florin    | Dinamarca      | 180,0 | 45,0      | 55,0      | 80,0      |
| 11   | John Paine      | Regne Unit     | 172,5 | 42,5      | 50,0      | 80,0      |
| 12   | André Delloue   | França         | 150,0 | SP        | 55,0      | 95,0      |
| 13   | Jean Ducher     | França         | 140,0 | SP        | 60,0      | 80,0      |
| 14   | Michel Mertens  | Luxemburg      | 45,0  | 45,0      | SP        | SP        |